# Louis Diercxsens
Louis Jean Marie Corneille Diercxsens (ur. 28 września 1898 w Antwerpii, zm. 21 kwietnia 1992) – belgijski hokeista na trawie na igrzyskach w Antwerpii 1920. Wraz z drużyną zdobył brązowy medal.
Startował również na igrzyskach olimpijskich w 1928 w Amsterdamie, gdzie drużyna belgijska zajęła 4. miejsce.